# Leroy Merlin
Leroy Merlin es una multinacional francesa especializada en bricolaje, construcción, decoración y jardinería perteneciente al Grupo Adeo e instalada en 13 países. Desde su llegada a España en 1989 ha crecido a un ritmo medio de más de 2 establecimientos por año y actualmente cuenta con 120 puntos de venta y más de     18.000 trabajadores.

## Historia
La compañía es fundada en 1923, por Adolphe Leroy y Rose Merlin, que crean una empresa para vender los excedentes de stock americano. Posteriormente, orientan el negocio a la venta de productos de construcción y muebles. 
Es en 1960 cuando la sociedad adopta el nombre comercial de Leroy Merlin, y en 1966 abren en el norte de Francia la primera gran superficie especializada en la venta de bricolaje en autoservicio, abriendo después establecimientos por todo el país. Fue a partir de 1989 cuando la compañía comenzó a instalarse internacionalmente.
En 2003, Leroy Merlin compra la marca Obi en Francia, y se introduce en el mercado portugués con la compra de la cadena Aki, que operaba en Portugal y España. El grupo vende las seis tiendas de Leroy Merlin en Bélgica. Se abre la primera tienda de Leroy Merlin en Portugal. 
En 2004, se asocia con la SA Domaxel Compras & Servicios (propietaria de las marcas Weldom y Dom
] y se abre la primera Bricoman en España. 
En el año 2007 se crea el Grupo Adeo para englobar en una marca a todo el grupo (Leroy Merlin, Aki, Bricoman o Welmon), aunque esta nueva nomenclatura sólo se utiliza internamente. El Grupo Adeo adquirió a finales de 2008 las tiendas de su competencia directa en Italia, Castorama, aumentando sus locales con una veintena más de tiendas.

## Otras cadenas de bricolaje
Otras cadenas de bricolaje son:
- ATB BricoCentro.
- Bricor de El Corte Inglés.
- Lowe's
- The Home Depot
- Bauhaus [1]

## Conflicto con la CNT
El sindicato CNT expuso que Leroy Merlin se negó a a reunirse para llegar a acuerdos laborales.[cita requerida]
Según el sindicato anarquista, la compañía vulneró acuerdos sobre prevención de riesgos laborales, así como varios derechos sobre acción sindical. Esto fue confirmado por la Inspección de Trabajo.[cita requerida]
También habría realizado despidos disciplinarios sin razón objetiva contra varios trabajadores de la sección sindical de CNT.[cita requerida]
Entre otras acciones, la Confederación convocó concentraciones delante de varios establecimientos de todo el país, en localidades como Maresme, Valladolid, Gijón, Burgos, Ciudad Real, Fuenlabrada y Aranjuez, además de la propia Salamanca, donde se inició el conflicto.